# Die Abenteuer des Anselm Wüßtegern
Die Abenteuer des Anselm Wüßtegern (franz. Les aventures d'Anselme Lanturlu) ist eine Comicreihe des französischen Physikers Jean-Pierre Petit. Darin werden physikalische und mathematische Sachverhalte werden auf eine anschauliche Weise dargestellt.

## Inhalt
Neugierig und offen, sind seine Abenteuer ein Vorwand für die Popularisierung der Wissenschaft in den Bereichen von Physik oder Mathematik (Geometrie, Astrophysik, Kernphysik, und Magnetohydrodynamik) bis Informatik, unterstützt von der charmanten Sophie, die ihn in seinen Bemühungen führt, während er suchen lässt, sowie von drei sehr gelehrten Tieren: Leon der Pelikan, Max der Vogel und Tiresias die Schnecke. Die Alben sind gefüllt mit Begegnungen mit berühmten Wissenschaftlern aus verschiedenen Epochen (z. B. Einstein oder Jean-Marie Souriau). Zwei Geschichten beschäftigen sich auch mit Ökonomie und Anatomie.
Die Reihe ist das erste Beispiel in der modernen Geschichte des echten naturwissenschaftlichen Unterrichts durch Comic. Es ist kein Comic, der in der wissenschaftlichen Gemeinschaft stattfinden würde: Ziel ist es, wissenschaftliche Erkenntnisse zu erwerben. Es entstand aus vielen Zeichnungen, die der Autor anfertigen musste, um den Philosophen an der Fakultät von Aix-en-Provence Physik und Geometrie beizubringen.
Die wissenschaftliche Ebene der Zielleserschaft ist sehr vielfältig: Einige Alben können von Gymnasiasten verstanden werden, die meisten von Absolventen naturwissenschaftlicher Fächer, einige erfordern ein erstes Universitätsniveau in Mathematik.

## Veröffentlichung
Von 1980 bis 1989 erschienen 14 Bände der Reihe beim französischen Verlag Belin. 1990 folgten vier Bände unter dem Titel  Les nouvelles aventures d'Anselme Lanturlu bei Verlag Présence. 2005 wurde die Geschichte Le spondyloscope im Magazine Belle Santé veröffentlicht.
Ab 1980 wurde die Reihe in mehreren Sprachen auf den Markt gebracht:
- auf Französisch : Les aventures d'Anselme Lanturlu,
- auf Englisch: The Adventures of Archibald Higgins (zwei englische und amerikanische Ausgaben),
- auf Deutsch: Die Abenteuer des Anselm Wüßtegern,
- auf Finnisch: Anselmi Veikkonen seikkailee,
- auf Italienisch: Le avventure di Anselmo,[2]
- auf Portugiesisch: As aventuras de Anselmo Curioso,
- auf Russisch: приключения Ансельмa Ансельмa Ансельмa Лантюрлю,[3]
- auf Polnisch: Przygody Anzelma Roztropka,
- in Esperanto: La aventuroj de Anselmo Lanturlup, veröffentlicht von Monda Asembleo Socia (ISBN 978-2369600350),
- aber auch auf Japanisch (2 Alben) und Persisch (das Album Tout est relatif mit Sophies Kostüm, das wie in der amerikanischen Ausgabe neu gestaltet wurde).

Ab 1982 erschienen zehn Bände auf Deutsch im Physik-Verlag (Wiley-VCH Verlag GmbH) darunter Die magnetische Schallmauer, Das Geometrikon, Das Topologikon, Der Urknall, Das schwarze Loch. 1995 sind vier Bände zum Thema Geometrie und Astrophysik auf Deutsch beim Vieweg Verlag erschienen.
Der Autor Jean-Pierre Petit hat als Vorsitzender der Vereinigung Savoir Sans Frontières („Wissen ohne Grenzen“) zur Verbreitung wissenschaftlichen und technischen Wissens sein gesamtes Werk aus dreißig Jahren, darunter die illustrierten Alben von Anselm Wüßtegern, in mehreren Sprachen frei zugänglich gemacht. Die komplette Serie wird seit 2005 kostenlos auf der Website des Vereins Savoir Sans Frontières verteilt, der sich unter anderem zum Ziel gesetzt hat, diese Alben in möglichst viele Sprachen zu übersetzen. Anselm schließt sich damit der Webcomic-Bewegung an, indem es die Dimension der Gemeinschaftsübersetzung, einer weiteren Innovation in diesem Bereich, erweitert.
Im November 2018 waren 536 Alben und Originalproduktionen in 39 Sprachen verfügbar, wobei die Website regelmäßig neue Übersetzungen hinzufügt. Die am meisten verbreiteten Sprachen nach Anzahl der Downloads sind: Französisch (1,98 Millionen), Spanisch (1,8 Millionen), Deutsch (73000), Englisch (49000), Italienisch (48000).
Im Jahr 2011 veröffentlichte Astropress Verlag (Biel-Bienne, Schweiz) eine neue Ausgabe, die die meisten Alben in mehreren Sprachen zusammenfasst. Jede Sprache ist Gegenstand von drei Bänden, jeder Band umfasst mehr als 600 Seiten:
- The Scientific Comics of Jean-Pierre Petit (ISBN 9781446775141 et 978-1446777138)
- Die Wissenschaftlichen Comics von Jean-Pierre Petit (ISBN 9781447535751)
- Les Bandes Dessinées Scientifiques de Jean-Pierre Petit (ISBN 9781446799062)
- Le Bande Designate Scientifici Di Jean-Pierre Petit (ISBN 978-1447542131)

Einige wenige Alben bieten Jean-Pierre Petit die Möglichkeit, auf einigen Seiten seine eigenen wissenschaftlichen Ergebnisse zu präsentieren, die zuvor Gegenstand wissenschaftlicher Veröffentlichungen oder anderer Bücher waren. Dies ist der Fall für:
- Die magnetische Schallmauer
- Schneller als das Licht
- Das Zwillingsuniversum
- Das Topologikon
- Das Chronologikon
- Le Logotron

## Die Abenteuer des Anselm Wüßtegern
- Warum kann ich nicht fliegen? Physik-Verlag, Weinheim, 1987 (ISBN 3-87664-087-3) (Übers. Si on volait? von D. Hardt und F. Herrmann)
- Informagie. Physik-Verlag, Weinheim, 1982 (ISBN 3-87664-061-X) (Übers. L’informagique von A. Pierre und P. Weber)
- Das schwarze Loch. Physik-Verlag, Weinheim, 1982 (ISBN 3-87664-060-1) (Übers. Le trou noir von A. Pierre und P. Weber)
- Alles ist relativ. Physik-Verlag, Weinheim, 1982 (ISBN 3-87664-063-6) (Übers. Tout est relatif von A. Pierre und P. Weber)
- Der Urknall. Physik-Verlag, Weinheim, 1983 (ISBN 3-87664-076-8) (Übers. Big bang von F. Herrmann)
- Wovon träumen Roboter? Physik-Verlag, Weinheim, 1983 (ISBN 3-87664-077-6) (Übers. A quoi rêvent les robot? von F. Herrmann)
- Die magnetische Schallmauer. Physik-Verlag, Weinheim, 1987 (ISBN 3-87664-078-4) (Übers. Le mur du silence von F. Herrmann)
- Kosmische Geschichte(n). Physik-Verlag, Weinheim, 1987 (ISBN 3-87664-132-2) (Übers. Cosmic story von F. Herrmann)
- Das Topologikon. Physik-Verlag, Weinheim, 1987 (ISBN 3-87664-133-0) (Übers. Le topologicon von F. Herrmann)
- Das Geometrikon. Physik-Verlag, Weinheim, 1982 (ISBN 3-87664-088-1) (Übers. Le geometricon von A. Pierre und P. Weber)

## Anselm und Sophie in den anderen Alben von Savoir Sans Frontières.
Man findet die Figuren von Anselm und Sophie in den folgenden Alben:
- L'Ambre et le Verre - histoire de l'électricité, herausgegeben vom Verein Science et Culture pour Tous. Der Druck der 1000 Exemplare wurde von der Free Foundation, 2010, finanziert. Die Figuren Anselm und Sophie sind jünger gezeichnet, ohne dass der Name Anselm erscheint.
- Die Pyramiden, das Geheimnis des Imothep (Ägyptologie)
- Electricité, autrement (für Gymnasiasten)
- Flugmechanik
- Schneller als das Licht (Kosmologie)
- Das Zwillingsuniversum (Kosmologie)

Man findet den Charakter von Sophie (in Braun) in Achille Moneyback découvre l'informatique (Einführung in die Programmierung in Basic), die in ihrem zweiten Teil die erste Version des Logotron-Computers präsentiert.
Den Charakter von Anselm (und den von Sophie der Blondine, ersetzt durch Sophia/Deborah die Brünette) findet man auf dem Album Les mille et une nuits scientifiques (Rätsel in der Topologie).
Man findet den Charakter von Anselm (unter dem Namen Candide) auf dem Album Schweben wie im siebten Himmel (Luftfahrt, Helikopter).
Keiner der beiden Charaktere erscheint im Album Aschenpussel 2000, das die Hauptfiguren der Geschichte aufgreift, indem es eine Popularisierung der Informationstheorie für Gymnasiasten einführt.
Anselms Alben werden von Universitäten verwendet, um den naturwissenschaftlichen Unterricht zu unterstützen.